# Martin Reißmann
Max Martin Reißmann (* 21. September 1900 in Dresden; † 8. April 1971 ebenda) war ein deutscher Fußballspieler. Am 4. November 1923 bestritt der Halbstürmer sein einziges Länderspiel für die A-Nationalmannschaft, die in Hamburg durch das Tor von Tull Harder in der 22. Minute mit 1:0 gegen die Nationalmannschaft Norwegens gewann.

## Karriere

### Vereine
Reißmann, Sohn des Straßenbahnschaffners Albert Max Reißmann, spielte laut Tauber von 1911 bis 1930 als Mittelfeldspieler für Guts Muts Dresden und gewann mit dem Verein 1923 die Mitteldeutsche Meisterschaft. Damit war er mit den blau-weißen Dresdner „Lilien“ als Teilnehmer an der Endrunde um die Deutsche Meisterschaft 1923 qualifiziert; das Auftaktspiel am 13. Mai in Altona ging jedoch mit 0:2 gegen den Hamburger SV verloren. Im Nachhinein ein beachtliches Resultat, denn die „Rothosen“ des HSV gewannen am 10. Juni mit einem 3:0 über Union Oberschöneweide die Deutsche Meisterschaft. Reißmann bildete dabei mit Rudolf Leip den rechten Flügel. Zwei Jahre später, 1924/25, zog Reißmann nochmals mit Guts Muts in die Mitteldeutsche Endrunde ein, scheiterte aber mit seinem Verein im Halbfinale mit 2:3 gegen den SV Jena.
Ab der Saison 1930/31 spielte er am Ende seiner Spielerkarriere bis 1937 für den Meißner SV 08 im Gau Ostsachsen.

### Nationalmannschaft
Im Jahr der Mitteldeutschen Meisterschaft bestritt er auch sein einziges Länderspiel für die A-Nationalmannschaft, die am 4. November in Hamburg durch das Tor von Mittelstürmer Tull Harder in der 22. Minute mit 1:0 gegen die Nationalmannschaft Norwegens gewann. Reißmann spielte auf Halbrechts, Vereinskollege Rudolf Leip stürmte am rechten Flügel und am linken Flügel agierten zwei Spieler vom 1. FC Nürnberg, Ludwig Wieder und Hans Sutor.
Das Können von Reißmann hatte ihn auch in die Auswahl von Mitteldeutschland im Wettbewerb um den Bundespokal geführt. Bereits am 13. November 1921 lief er an der Seite von Eduard Pendorf und Paul Pömpner bei einer 0:3-Niederlage in Halle gegen Norddeutschland auf. Am 8. Oktober 1922 überzeugte der rechte Flügel der Mitteldeutschen Leip und Reißmann bei einem 2:1-Erfolg nach Verlängerung gegen Brandenburg. Das Halbfinalspiel wurde am 12. November in Hannover gegen Westdeutschland mit 1:4 verloren. Reißmann glückte an der Seite von Altnationalspieler Fritz Förderer der Ehrentreffer. Auch in der Runde 1923/24 scheiterte der Mann von Guts Muts mit seinen Auswahlkameraden im Halbfinale; in Leipzig setzte sich Süddeutschland mit 3:0 durch. Noch bis ins Spieljahr 1927/28  vertrat er die Farben von Mitteldeutschland; am 8. Januar 1928 verlor die Mannschaft des VMBV in Chemnitz mit 2:3 gegen Südostdeutschland. Reißmann war auf seinem angestammten Platz als Halbrechts dabei angetreten.